# Pardosa lusingana
Pardosa lusingana este o specie de păianjeni din genul Pardosa, familia Lycosidae, descrisă de Roewer, 1959. Conform Catalogue of Life specia Pardosa lusingana nu are subspecii cunoscute.